# Isla Cabeza de Caballo
Isla Cabeza de Caballo är en ö i Mexiko.   Den ligger i delstaten Baja California, i den nordvästra delen av landet, 1 800 km nordväst om huvudstaden Mexico City. Arean är 0,73 kvadratkilometer.
Terrängen på Isla Cabeza de Caballo är lite kuperad. Öns högsta punkt är 149 meter över havet. Den sträcker sig 1,4 kilometer i nord-sydlig riktning, och 1,1 kilometer i öst-västlig riktning.